# Kotohito Kan'in
Pour les articles homonymes, voir Kanin (homonymie).
Son altesse impériale Kotohito, prince Kan'in (閑院宮載仁親王, Kan'in-no-miya Kotohito Shinnō), né le 10 novembre 1865 et décédé le 21 mai 1945 est un membre de la maison impériale du Japon et grand-oncle de l'empereur Shōwa.

## Carrière militaire
Le prince Kan'in est formé aux arts militaires en France à l'École spéciale militaire de Saint-Cyr, et fut sous-lieutenant au 7e régiment de hussards en 1889. 
Il servit lors de la guerre sino-japonaise (1894-1895) et la guerre russo-japonaise (1904-1905). Il atteignit le rang de général de division en 1905 et devint commandant de la première division de l'Armée impériale japonaise en 1906, puis de la Garde impériale en 1911. Il fut promu au rang de général d'armée et admis au Conseil suprême de guerre en 1912. Il devint le plus jeune maréchal de l'histoire de l'Armée impériale en 1919. 
En 1921, le prince Kan'in accompagna le prince héritier Hirohito dans sa tournée européenne. Il devint chef d'État-major de l'Armée impériale japonaise le 1er décembre 1931. 
Pendant son mandat, l'Armée impériale japonaise commit nombre d'exactions à l'encontre des civils chinois comme le massacre de Nankin et l'utilisation d'armes chimiques et biologiques fabriquées par l'unité 731. Kan'in transmit à l'Armée la première directive de l'empereur Shōwa (rinsanmei) autorisant l'emploi d'armes chimiques le 28 juillet 1937. Il transmit un second ordre le 11 septembre autorisant le déploiement d'unités spéciales de guerre chimique à Shanghai. Le 11 avril 1938, il émit la directive numéro 11 autorisant l'usage de gaz toxique en Mongolie.
Le maréchal Kan'in s'opposa au Premier ministre Mitsumasa Yonai dans ses efforts pour améliorer les relations du Japon avec les États-Unis et la Grande-Bretagne. Il força ainsi la démission du ministre de l'Armée, le général Shunroku Hata, entraînant la dissolution du cabinet Yonai en juillet 1940. Le prince était membre de la conférence de liaison entre les chefs militaires et le second cabinet du prince Fumimaro Konoe. Il soutint la conclusion du Pacte tripartite entre le Japon, l'Allemagne nazie et l'Italie fasciste. 
Kan'in fut un fort partisan du shintoïsme d'État. Ses principaux alliés en ce domaine furent Kuniaki Koiso, Heisuke Yanagawa, qui dirigea le Taisei Yokusankai et Chikao Fujisawa, membre de la Diète, qui proposa une loi réaffirmant le statut du shinto comme religion d'État. Avec Kiichiro Hiranuma, le prince mit en place le Conseil de recherche des rites shintoïstes.
Kan'in démissionna de son poste de chef d'État-major le 3 octobre 1940 et fut remplacé par Hajime Sugiyama. Il demeura membre du Conseil suprême de guerre et conseiller de l'empereur en matière militaire. Le prince mourut à Tokyo, vraisemblablement des suites d'une infection aux hémorroïdes le 21 mai 1945, et reçut des funérailles nationales.

## Galerie

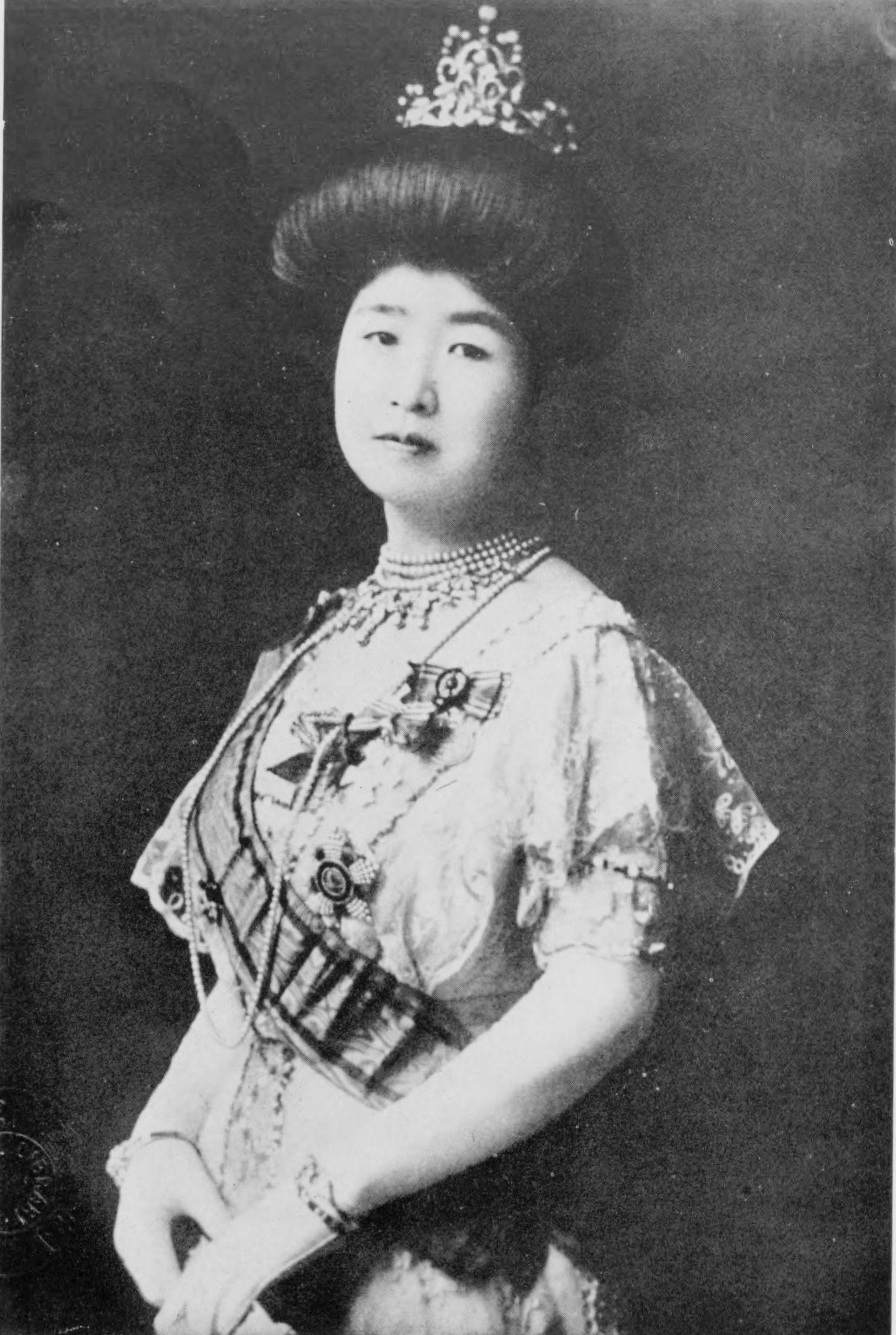
La princesse Chieko Kan'in
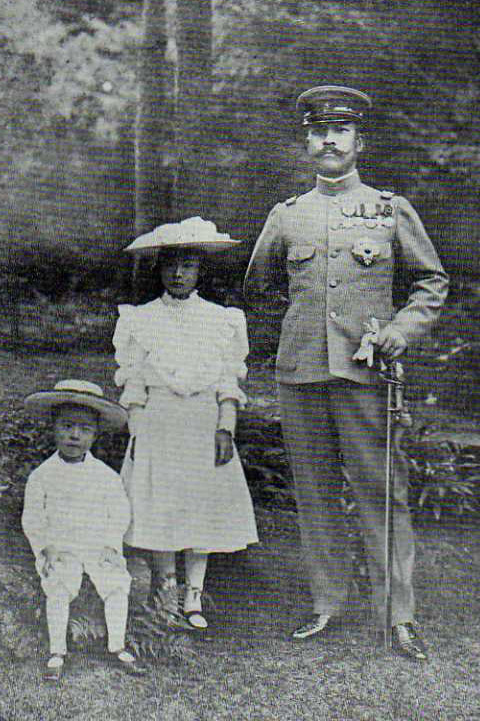
Le prince Kan'in Kotohito avec la princesse Yukiko et le prince Haruhito
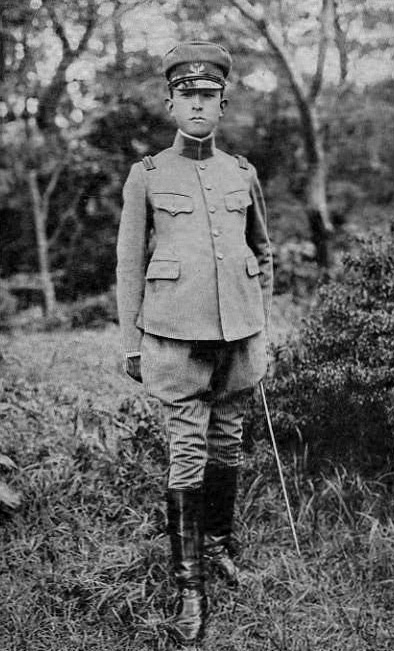
Le prince Kan'in Haruhito
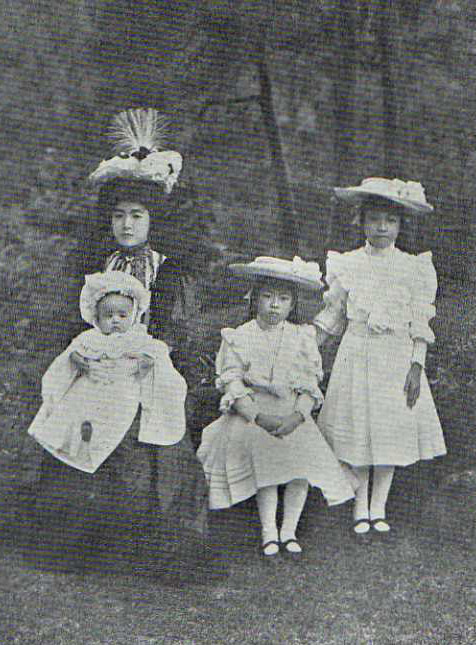
La princesse Chieko Kan'in avec les princesses Shigeko, Hiroko et Hanako
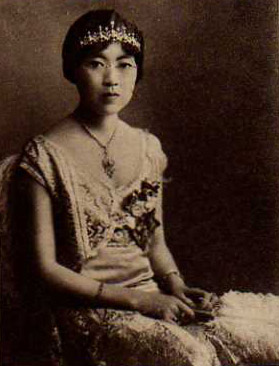
La princesse Kan'in Hanako